# Adam Lonitzer

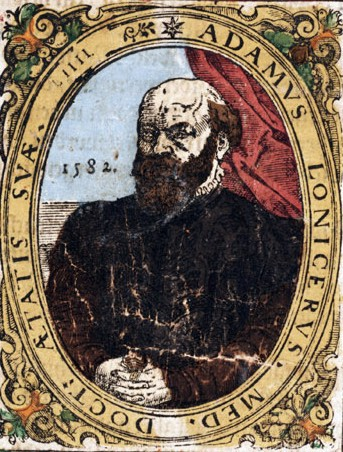
Adam Lonitzer, 1582

Adam Lonitzer (latinisiert Adamus Lonicerus) (* 10. Oktober 1528 in Marburg; † 29. Mai 1586 in Frankfurt am Main) war ein deutscher Naturforscher, Arzt, Botaniker und Verfasser eines Kräuterbuchs. Sein offizielles botanisches Autorenkürzel lautet „Lonitzer“.  

## Leben und Wirken
Adam Lonitzer, der Sohn des Marburger Altphilologen Johann Lonitzer, wurde im Alter von 13 Jahren Baccalaureus und studierte anschließend an der Universität Marburg Philosophie und Medizin. 1545 erwarb er den Magister artium. Anschließend unterrichtete er für ein Jahr am städtischen Gymnasium in Frankfurt am Main unter dem Rektor Jakob Micyllus, danach in Friedberg Alte Sprachen. Von 1545 bis 1553 wandte er sich medizinischen Studien in Frankfurt und Mainz zu. 1550 war er ferner Stipendiatenmajor an der Hessischen Stipendiatenanstalt. 1553 wurde er an der Universität Marburg Professor für Mathematik und 1554 in Marburg zum Dr. med. promoviert. Er begann als Stadtphysikus in Frankfurt am Main tätig zu werden und heiratete 1554 Magdalena, die Tochter des Frankfurter Buchdruckers Christian Egenolff, bei dem (und später seinen Erben) Lonitzers Bücher gedruckt wurden. 
Lonitzers Kreuterbůch, New zůgericht (1557) ist eine Überarbeitung des Kräuterbuches von Eucharius Rösslin dem Jüngeren, der 1533 den Gart der Gesundheit (1485) von Johann Wonnecke von Kaub und das Kleine Destillierbuch von Hieronymus Brunschwig (1500) zusammengeführt hatte (sg. Groß-Gart). Die Pflanzenabbildungen bei Lonitzer stammen zum großen Teil aus dem Buch von Rösslin, das wiederum Illustrationen aus Otto Brunfels’ Herbarum vivae eicones und solche vom Zeichner der Drusilla enthält.
Zu vielen der Pflanzen und Pilze, die Lonitzer beschreibt, gibt es Hinweise zu praktischen Anwendungen. Es findet sich unter anderem die erste Darstellung von Claviceps-Sclerotien (Mutterkörner).
Der Arzt und Herausgeber Peter Uffenbach (1566–1635), der 1610 die Arzneimittellehre des Pedanios Dioskurides herausgab, erweiterte Lonitzers Werk 1630 und bezog Quellen wie Ruellius in seine Ausgabe ein. Zuletzt wurde das Kräuterbuch 1737 von Balthasar Ehrhart überarbeitet und bis 1783 in mehreren Auflagen in Ulm und Augsburg gedruckt. Insgesamt wurde das Kräuterbuch im 16. bis 18. Jahrhundert in 27 Auflagen gedruckt, die Ausgabe von 1679 wurde im 20. Jahrhundert mehrfach als Nachdruck herausgegeben.

## Ehrungen
Charles Plumier benannte ihm zu Ehren eine Gattung Lonicera. Carl von Linné übernahm später diese Gattung nicht, sondern stellte sie zur Gattung Loranthus der Pflanzenfamilie der  Riemenblumengewächse (Loranthaceae).
Linné benannte nach ihm die Gattung Lonicera der Pflanzenfamilie der Geißblattgewächse (Caprifoliaceae).

## Schriften (Auswahl)
- Herbarum, arborum, fruticum, frumentorum ac leguminum. Animalium praeterea terrestrium, uolatiliu & aquatilium, aliorumq; quorum in medicinis usus est, simplicium, imagines, aduiuum depictae, vna cum nomenclaturis eorundem usitatis. Kreutter Bäume Gesteude vnnd Frücht deßgleichen Gethier zam vnnd wild, im  Lufft Wasser und Erdtrich lebende mit sampt anderen Materialien vnd Simplicien zur Artznei dienlich recht Conterfaytet und mit iren namen benennet. Christian Egenolff, Frankfurt am Main 1546 (Österreichische Nationalbibliothek, koloriert, Gallica).
- Arithmetices brevis introductio. Christian Egenolff, Frankfurt am Main 1551 (Digitalisat).
- Naturalis historiae opus novum. 2 Bände, 1551/1555 (Online-Edition im Projekt CAMENA).
  - Neuausgabe: Botanicon: plantarum historiae, cum earundem ad vivum artificiose expressis iconibus, tomi duo. Christian Egenolff, Frankfurt am Main 1565 (PDF).
- Kreuterbůch, New zůgericht, Von allerhand Baͤumen, Stauden, Hecken, Kreutern, Früchten vnnd Gewürtzen, Eygentlicher beschreibung der Gestalt, vnderscheyd der Geschlecht, vnnd leblicher abconterfaytung, sampt jrem natürlichen Gebrauch, Krafft vnd Wirckung. Mit vilen newen Kreutern vnd Figuren, in die zweyhundert, vber andere außgangene Editioñ gemehret. Auch Distillierens Bereytschafft vnd Bericht, allerley koͤstliche Wasser zubrennen, abziehen, halten, vnd zugebrauchen. Jtem der fürnembsten Gethier, Voͤgel vnd Fische, Metallen, Edel gesteinen, gebreuchlichen Gummi, vnd gestandenen Saͤfften, beschreibung, vnd nutzung. Mit dreien fleissigen vollckom̅lichen Registern. Christian Egenolffs Erben, Frankfurt am Main 1557.
  - weitere Auflagen ebenda: 
    - Kreuterbůch, Von allerhand Baͤumen, Stauden, Hecken, Kreutern, Früchten, vnnd Gewürtzen, Eygentlicher beschreibung der Gestalt, vnderscheyd der Geschlecht, vnnd leblicher abconterfaytung, sampt jrem natürlichen Gebrauch, Krafft vnd Wirckung. Mit vilen newen Kreutern vnd Figuren, in die zweyhundert, vber andere außgangene Editioñ gemehret. Auch Distillierens Bereytschafft vnd Bericht, allerley koͤstliche Wasser zubrennen, abziehen, halten, vnd zugebrauchen. Jtem der fürnembsten Gethier, Voͤgel vnd Fische, Metallen, Edel gesteinen, gebreuchlichen Gummi, vnd gestandenen Saͤfften, beschreibung, vnd nutzung. Mit dreien fleissigen vollckom̅lichen Registern. Christian Egenolffs Erben, Frankfurt am Main 1560 (Digitalisat).
    - Kreuterbuch Künstliche Conterfeytunge der Baͤume, Stauden, Hecken, Kreuter, Getreyde, Gewürtze: Mit eygentlicher Beschreibung derselbigen Namen, Vnderscheyd, Gestalt, Natürlicher Krafft vnd Wirckung. Jtem von fürnembsten Gethiern der Erden, Voͤgeln, vnd Fischen. Auch von Metallen, Gummi, vnd gestandenen Saͤfften. Sampt Distillierens Künstlichem vnd kurtzem bericht. Mit fleissigen vollkommenen Registern in Sechserley Spraachen, Nemlich, Griechisch, Lateinisch, Italianisch, Frantzoͤsisch, Spanisch, Teutsch Auch besonderm Register der heylung allerhand gepresten. Jetzo gantz von newem durchsehen, gebessert, vnd mit mehren Kreutern vnd Figuren erstreckt. Christian Egenolffs Erben, Frankfurt am Main 1564 (Digitalisat).
    - Kreuterbuch Künstliche Conterfeytunge der Baͤume, Stauden, Hecken, Kraeuter, Getreyde, Gewuͤrtze. Mit eygentlicher Beschreibung derselbigen Namen, Vnderscheyd, Gestalt, Natůrlicher Krafft vnd Wirckung. Item von fuͤrnembsten Gethiern der Erden, Voͤgeln, vnd Fischen. Auch von Metallen, Gummi, vnd gestandenen Saͤfften. Sampt Distillierens kuͤnstlichem vnd kurtzem bericht. Durch weylandt Doctorem Eucharium Roͤßlin erstmals in Truck verfertiget, Nun aber zum vierdten mal von newem durchsehen, gebessert, vnd weit vber aller vorige Edition gemehret. Mit fleissigen vollkommenen Registern in Sechserley Spraachen, Nemlich, Griechisch, Lateinisch, Italianisch, Frantzoͤsisch, Spanisch, Teutsch. Auch besonderm Register der heylung allerhand gepresten. Christian Egenolffs Erben, Frankfurt am Main 1569 (Digitalisat).
    - Kreuterbuch, Kunstliche Conterfeytunge der Baͤume, Stauden, Hecken, Kraͤuter, Getreyde, Gewuͤrtze. Mit eygentlicher Beschreibung derselbigen Namen, Vnderscheyd, Gestalt, Natůrlicher Krafft vnd Wirckung. Item von fuͤrnembsten Gethieren der Erden, Voͤgeln, vnd Fischen. Auch von Metallen, Gummi, vnd gestandenen Saͤfften. Sampt Distillierens kuͤnstlichem vnd kurtzem bericht. Mit fleissigen vollkommenen Registern in Sechserley Spraachen, Nemlich, Griechisch, Lateinisch, Italianisch, Frantzoͤsisch, Spanisch, Teutsch. Auch besonderm Register der heylung allerhand gepresten. Christian Egenolffs Erben, Frankfurt am Main 1573 (Digitalisat ÖNB, Digitalisat MDZ).
    - Kreuterbuch, Kunstliche Conterfeytunge […] Jetzo auffs fleissigst zum sechsten mal von neuwem ersehen […]. Christian Egenolffs Erben, Frankfurt am Main 1577.
    - Kreuterbuch, Kunstliche Conterfeytunge der Baͤume, Stauden, Hecken, Kreuter, Getreyde, Gewuͤrtze. Mit eigentlicher Beschreibung derselben Namen, in sechserley Spraachen, Nemlich, Griechisch, Lateinisch, Italianisch, Frantzoͤsisch, Teutsch vnd Hispanisch, vnd derselben Gestalt, natůrlicher Krafft vnd Wirckung. Sampt kuͤnstlichem vnd artlichem Bericht deß Distillierens. Jtem von fuͤrnembsten Gethieren der Erden, Voͤgeln, vnd Fischen. Deßgleichen von Metallen, Ertze, Edelgesteinen, Gummi, vnd gestandenen Saͤfften. Jetzo auffs fleissigst zum sechsten mal von newem ersehen, vnd durchauß an vilen oͤrten gebessert, auch weit vber alle vorige Edition gemehret, mit vollkommenen nuͤtzlichen Registern allen Innhalts. Durch Adamum Lonicerum, der Artzney Docktorem, vnd verordneten Physicum zu Franckfort am Mayn. Christian Egenolffs Erben, Frankfurt am Main 1578 (Digitalisat).
    - Kreuterbuch, Kunstliche Conterfeytunge der Baͤume, Stauden, Hecken, Kreuter, Getreyde, Gewuͤrtze. Mit eigentlicher Beschreibung derselben Namen, in sechserley Spraachen, Nemlich, Griechisch, Lateinisch, Italianisch, Frantzoͤsisch, Teutsch vnd Hispanisch, vnd derselben Gestalt, natůrlicher Krafft vnd Wirckung. Sampt kuͤnstlichem vnd artlichem Bericht deß Distillierens. Jtem von fuͤrnembsten Gethieren der Erden, Voͤgeln, vnd Fischen. Deßgleichen von Metallen, Ertze, Edelgesteinen, Gummi, vnd gestandenen Saͤfften. Jetzo auffs fleissigst zum Letzten mal von newem ersehen, vnd durchauß an vilen Orten gebessert, Auch weit vber vorige Edition gemehret, mit vollkommenen nuͤtzlichen Registern allen Innhalts. Durch Adamum Lonicerum, der Artzney Docktorem, vnd verordneten Physicum zu Franckfort am Mayn. Christian Egenolffs Erben, Frankfurt am Main 1582 (Digitalisat).
    - Kreuterbuch, Kunstliche Conterfeytunge […] Jetzo auffs fleissigst zum Letzten mal von neuwem ersehen […]. Christian Egenolffs Erben, Frankfurt am Main 1587.
    - Kreuterbuch, Kunstliche Conterfeytunge der Baͤume, Stauden, Hecken, Kreuter, Getreyde, Gewuͤrtze. Mit eigentlicher Beschreibung derselben Namen, in sechserley Spraachen, Nemlich, Griechisch, Lateinisch, Italianisch, Frantzoͤsisch, Teutsch vnd Hispanisch, vnd derselben Gestalt, natůrlicher Krafft vnd Wirckung. Sampt kuͤnstlichem vnd artlichem Bericht deß Distillierens. Jtem von fuͤrnembsten Gethieren der Erden, Voͤgeln, vnd Fischen. Deßgleichen von Metallen, Ertze, Edelgesteinen, Gummi, vnd gestandenen Saͤfften. Jetzo auffs fleissigst zum Letzten mal von newem ersehen, vnd durchauß an vilen orten gebessert, Auch weit vber vorige Edition gemehret, mit vollkommenen nuͤtzlichen Registern allen Innhalts. Durch Adamum Lonicerum, der Artzney Docktorem, vnd verordneten Physicum zu Franckfort am Mayn. Christian Egenolffs Erben, Frankfurt am Main 1593 (Digitalisat).
    - Kreuterbuch, Kunstliche Conterfeytunge der Baͤume, Stauden, Hecken, Kreuter, Getreyde, Gewuͤrtze. Mit eigentlicher Beschreibung derselben Namen, in sechserley Spraachen, Nemlich, Griechisch, Lateinisch, Italianisch, Frantzoͤsisch, Teutsch vnd Hispanisch, vnd derselben Gestalt, natůrlicher Krafft vnd Wirckung. Sampt kuͤnstlichem vnd artlichem Bericht deß Distillierens. Jtem von fuͤrnembsten Gethieren der Erden, Voͤgeln, vnd Fischen. Deßgleichen von Metallen, Ertze, Edelgesteinen, Gummi, vnd gestandenen Saͤfften. Jetzo auffs fleissigst zum letzten mal von newem ersehen, vnd durchauß an vilen Orthen gebessert, Auch weit vber vorige Edition gemehret, mit vollkommenen nuͤtzlichen Registern allen Innhalts. Durch Adamum Lonicerum, der Artzney Docktorem, vnd verordneten Physicum zu Franckfort am Mayn. Christian Egenolffs Erben, Frankfurt am Main 1598 (Digitalisat).
    - Kreuterbuch, Kunstliche Conterfeytunge der Baͤume, Stauden, Hecken, Kreuter, Getreyde, Gewürtze: Mit eigentlicher Beschreibung derselben Namen, in sechserley Spraachen, Nemlich Griechisch, Lateinisch, Italiaͤnisch, Frantzoͤsisch, Teutsch vnd Hispanisch, vnd derselben Gestalt, natůrlicher Krafft vnd Wirckung. Sampt kuͤnstlichem vnd artlichem Bericht deß Distillierens. Jtem von fuͤrnembsten Gethieren der Erden, Voͤgeln, vnnd Fischen. Deßgleichen von Metallen, Ertze, Edelgesteinen, Gummi, vnd gestandenen Saͤfften. Jetzo auffs fleissigst zum letzten mal von newem ersehen, vnd durchauß an vilen Orthen gebessert, Auch weit vber vorige Edition gemehret, mit vollkommenen nuͤtzlichen Registern allen Innhalts. Durch Adamum Lonicerum, der Artzney Docktorem, vnd verordneten Physicum zu Franckfort am Mayn. Vincent Steinmeyer, Frankfurt am Main 1604 (Digitalisat).
    - Kreuterbuch, Kunstliche Conterfeytunge […] Jetzo auffs fleissigst zum letzten mal von newem ersehen […]. Vincent Steinmeyer, Frankfurt am Main 1609.
    - Kreuterbuch, Kunstliche Conterfeytunge […] Jetzo auffs fleissigst zum letzten mal von newem ersehen […]. Vincent Steinmeyer, Frankfurt am Main 1616.

  - Bearbeitung durch Peter Uffenbach:
    - Kreuterbuch, Kunstliche Conterfeytunge der Baͤume, Stauden, Hecken, Kräuter, Getreydt, Gewuͤrtze, ⁊c: Mit eygentlicher Beschreibung derselben Nahmen, in sechserley Spraachen Nemblich Teutsch, Griechisch, Latinisch, Frantzoͤsisch, Italianisch vnd Hispanisch, vnd derselben Gestalt, natůrlicher Krafft vnd Wirckung. Sampt vorher gesetztem vnnd gantz außfürlich beschriebenemBericht der schoͤnen vnd nuͤtzlichen Kunst zu Destillieren. Jtem von den fuͤrnembsten Gethieren der Erden, Voͤgeln, Fischen vnd Gewuͤrm.. Deßgleichen von Metallen, Ertze, Edelgesteinen, Gummi, vnnd gestandenen Saͤfften. Bißhero von dem Edlen, Ehrenwerten vnnd Hochgelaͤrten Herrn Adomo Lonicero, der Atzney Doctorn vnnd weyland Ordinario Primario Physico allhie zu Franckfurt, zum oͤfftermal in offenen Truck verfertiget worden, Nunmehr aber durch Petrvm Vffenbachivm Med. D. vnd Ordinarium Physicum allhie auff das allerfleissigst vbersehen, Corrigirt vnnd verbessert, an vielen Orten augirt vnnd vermehrt, vnd in acht sonderbahre Theil vnterscheiden. Sampt dreyen vnterschiedtlichen vollkommenen nuͤtzlichen Registern, alles seines Jnhalts hierzu dienlich. Vincent Steinmeyer, Frankfurt am Main 1630 (Digitalisat UBE, Digitalisat MDZ).
    - Augsburg/Ulm 1678 (Digitalisat)
    - Ulm 1679 (Digitalisat); Neudrucke: Hendel, Naunhof bei Leipzig 1934[15] und Kölbl, München 1962 ff.[16]
    - Ulm 1703 (Digitalisat)

  - Weitere Bearbeitung durch Balthasar Ehrhart 
    - 1737 (Digitalisat)
    - 1783 (Digitalisat)
- Ordnung für die Pestilentz. Christian Egenolff, Frankfurt am Main 1576 (Digitalisat).
- Arithmetices Brevis et Utilis Introductio. Christian Egenolff, Frankfurt am Main 1579 (Digitalisat).